# Ferrata delle Mèsules

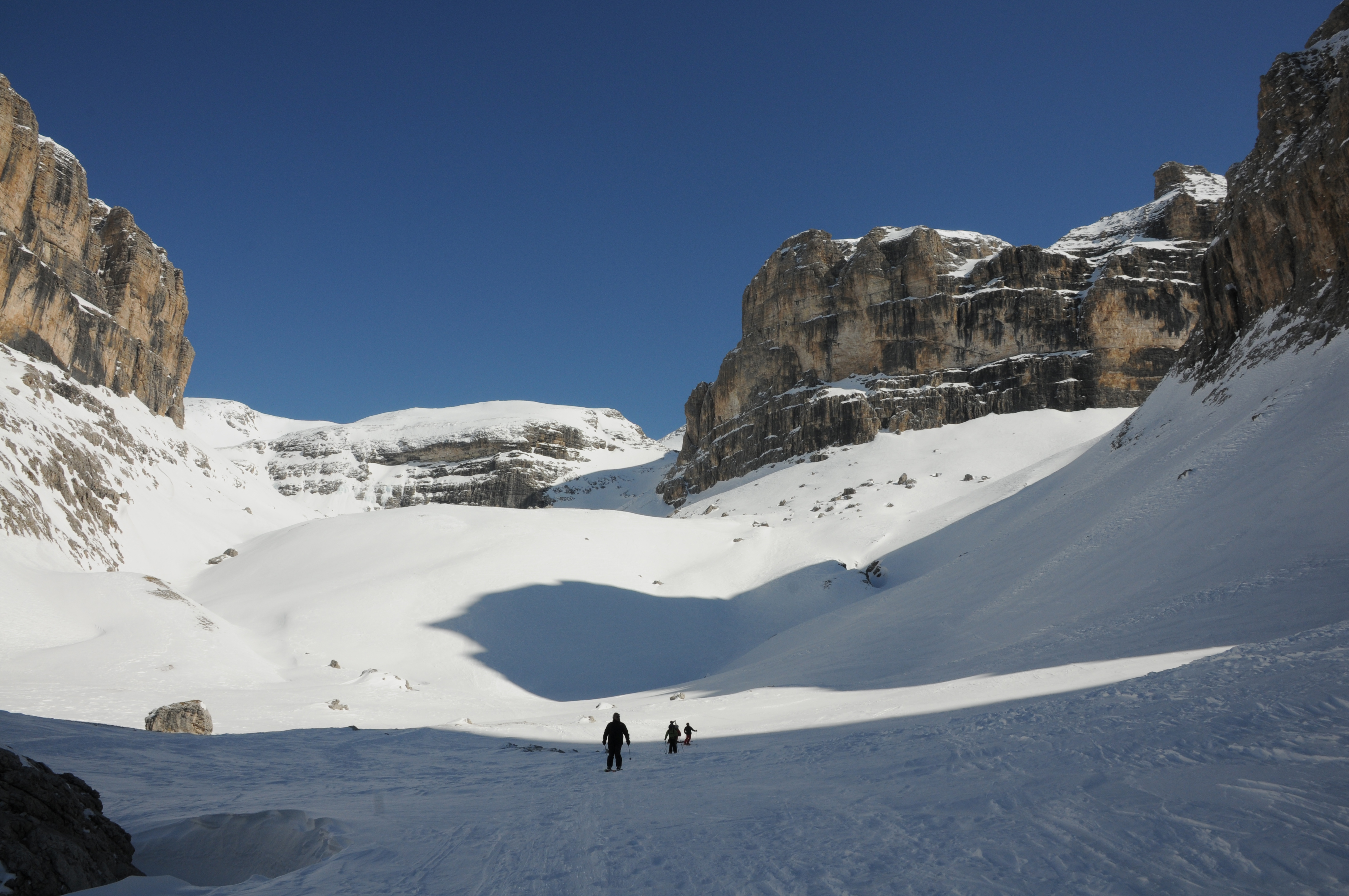
Val Lasties in inverno

La ferrata delle Mèsules, detta in tedesco Pößnecker Klettersteig è una via ferrata tra le più belle e famose del Gruppo del Sella, nelle Dolomiti, con una salita molto ripida ed esposta di grande difficoltà, riservata ad escursionisti esperti.

## Storia
La via ferrata è stata installata ed inaugurata il 23 agosto 1912 dalla sezione del Club Alpino Tedesco (DÖAV) di Pößneck ed è la più antica delle Dolomiti.

## Descrizione del percorso

### Avvicinamento
Dal parcheggio del Passo Sella si raggiunge l'attacco della via ferrata seguendo il segnavia 649, sotto le torri del Sella.

### Via ferrata
La salita è molto ripida ed esposta, soprattutto nei primi 250 m. pressoché verticali, e l'arrampicata richiede grande forza di braccia per superare il camino, dove sono presenti solo gradini metallici. L'escursione è complessivamente molto lunga (circa 7,30 ore) e impegnativa. È necessaria buona esperienza alpinistica anche per la presenza di tratti innevati.

### Discesa
Raggiunto il Piz Selva, si percorre il brullo altipiano delle Mesules per scendere nella Val Lasties col sentiero n. 647.